# Monica Iacob Ridzi
Monica Maria Iacob Ridzi (ur. 30 czerwca 1977 w Petroszanach) – rumuńska polityk, prawnik, parlamentarzystka krajowa i europejska.

## Życiorys
W 2000 ukończyła studia z zakresu ekonomii na Uniwersytecie w Petroszanach. W 2003 uzyskała licencjat z zakresu prawa na Uniwersytecie 1 grudnia 1918 w Alba Iulia. W 2007 została doktorem nauk technicznych na pierwszej z tych uczelni. Od połowy lat 90. pracowała jako księgowa, dyrektor i menedżer w prywatnym przedsiębiorstwie.
W 1997 wstąpiła do Partii Demokratycznej (przemianowanej później na Partię Demokratyczno-Liberalną). Obejmowała szereg stanowisk w strukturach tego ugrupowania, w 2008 został przewodniczącą organizacji młodzieżowej demokratów. W 2004 została wybrana z ramienia PD do Izby Deputowanych.
Od stycznia do grudnia 2007 sprawowała mandat posłanki do Parlamentu Europejskiego w ramach rumuńskiej delegacji (uprzednio od 2005 była obserwatorem w PE). Utrzymała go w powszechnych wyborach z 2007, rezygnując z zasiadania w parlamencie krajowym. Była członkinią grupy chadeckiej oraz Komisji Budżetowej. Z PE odeszła w grudniu 2008 w związku z ponownym wyborem w skład Izby Deputowanych. W pierwszym rządzie Emila Boca (2008–2009) pełniła funkcję ministra młodzieży i sportu.
W 2012 uzyskała poselską reelekcję z ramienia ugrupowania Partia Ludowa – Dan Diaconescu, z którą w 2014 dołączyła do UNPR. Zasiadała w parlamencie do 2015. W tym samym roku została skazana na karę 5 lat pozbawienia wolności za defraudację funduszy publicznych. W 2017 uzyskała warunkowe zwolnienie z zakładu karnego.